# Mariana de Jesús de Paredes
Santa Mariana de Jesús, nacida como Mariana de Paredes Flores Granobles y Jaramillo (Quito, 1618-Quito, 1645), fue una virgen penitente y santa quiteña, más conocida como la Azucena de Quito y canonizada por Pío XII.

## Biografía

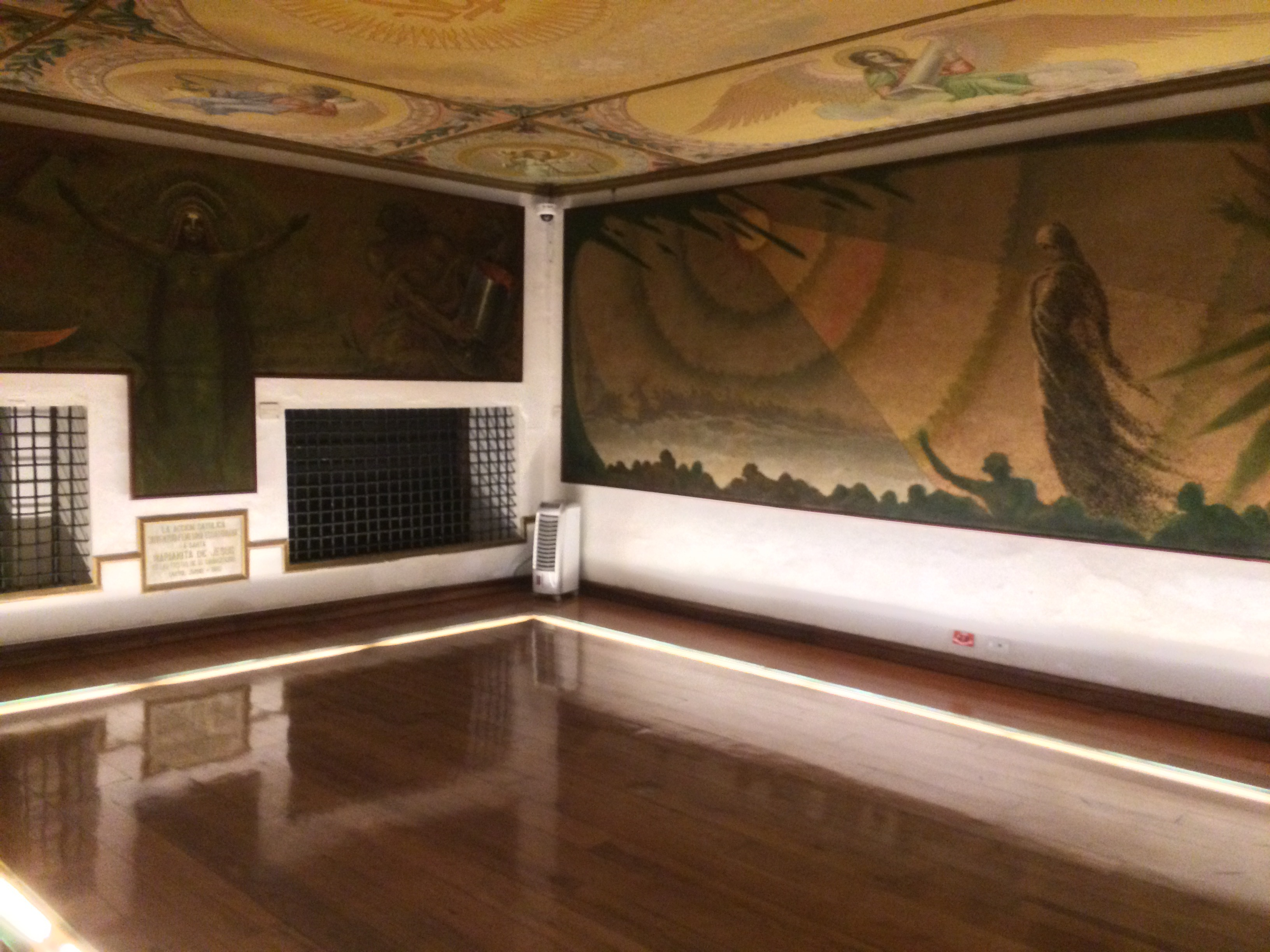
Habitación donde nació Mariana de Jesús, decorada con cuadros de Víctor Mideros

Mariana de Paredes Flores nació el 31 de octubre de 1618 en la ciudad de Quito, por aquel entonces de la Real Audiencia homónima, perteneciente a la Monarquía Católica. Su padre fue el capitán Jerónimo de Paredes Flores y Granobles, y su madre la aristócrata Mariana Jaramillo, descendiendo por línea paterna de conquistadores españoles a los que la Corona reconoció con su propio escudo de armas. Huérfana desde los siete años, fue tutelada por su hermana mayor, de nombre Jéronima y su esposo, el capitán Cosme de Miranda, quienes la criaron como hija suya y comprendieron su inclinación hacia la vida penitente.

A temprana edad dio muestras de una precoz vida religiosa oración y de caridad hacia los pobres, invitando a sus sobrinas (de su misma edad) a rezar el rosario, hacer el viacrucis, evangelizar paganos y ayudar a los indigentes. Ayudada por su cuñado, en dos ocasiones intentó ingresar sin éxito a la comunidad religiosa, por lo que decidió servir a Dios de manera laica, viviendo en una habitación que se le construyó en el solar que había heredado su hermana Jerónima y que hoy corresponde al coro del monasterio de El Carmen Alto. Su primer guía espiritual fue el jesuita Juan Camacho, quien la motivó para hacer el voto de virginidad perpetua.

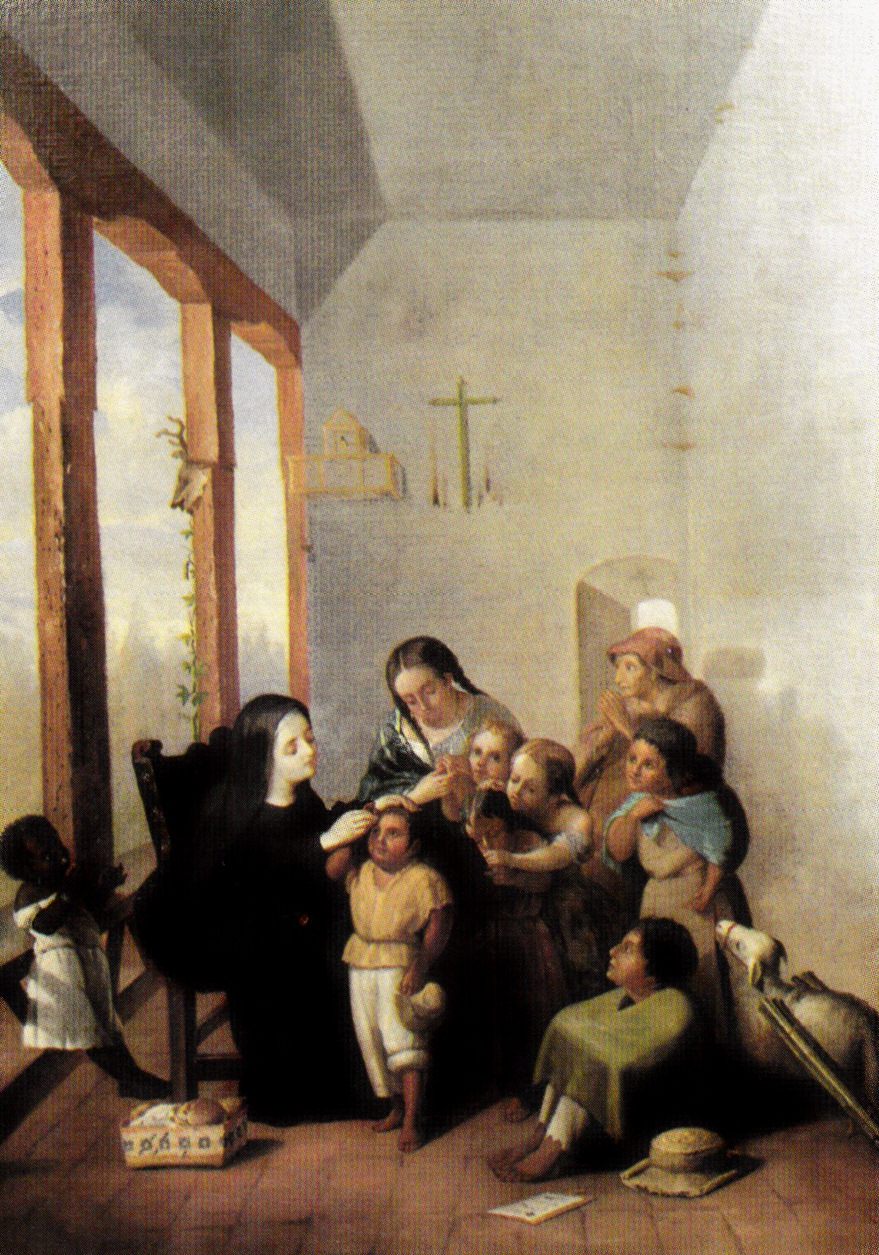
Santa Mariana catequista. Óleo del pintor Joaquín Pinto a inicios del. Representa a la Santa quiteña en su labor laica de catequizar a los pobres

Mariana de Jesús tenía dotes innatos para la música, por lo que tocaba hermosamente la guitarra y la vihuela, además de que poseía una armoniosa voz que compartía a través del canto. Había aprendido a leer, coser, tejer y bordar, lo que le permitía mantener su tiempo ocupado y lejos del pecado de la ociosidad. Se propuso cumplir aquel mandato de Jesús: "Quien desea seguirme que se niegue a sí mismo", y desde niña empezó a mortificarse en la comida, en el beber y dormir. Con frecuencia se retiraba a practicar penitencia en su habitación, la cual era crucificarse y darse con el látigo, despojó de todo mueble con excepción de un ataúd y una calavera que le recordaban que iba a morir y tendría que rendir cuentas a Dios; en él dormía varias noches cada semana, y el tiempo restante lo tenía lleno de almohadas que semejaban un cadáver.
Entre sus guías espirituales más célebres se encontraba el padre Hernando de la Cruz, quien realizó un hermoso retrato de la joven y le dedicó un poema. El 6 de noviembre de 1639, y por consejo de sus confesores, se hizo terciaria de la Orden de San Francisco (ya que en la Compañía de Jesús no hay tercera orden, como ella tanto hubiera deseado).
Murió el viernes 26 de mayo de 1645,e precedido por un inmenso cortejo fúnebre, y a la misa acudieron los más importantes personajes de la ciudad, así como cientos de pobres a los que alguna vez había ayudado..

## Milagros atribuidos

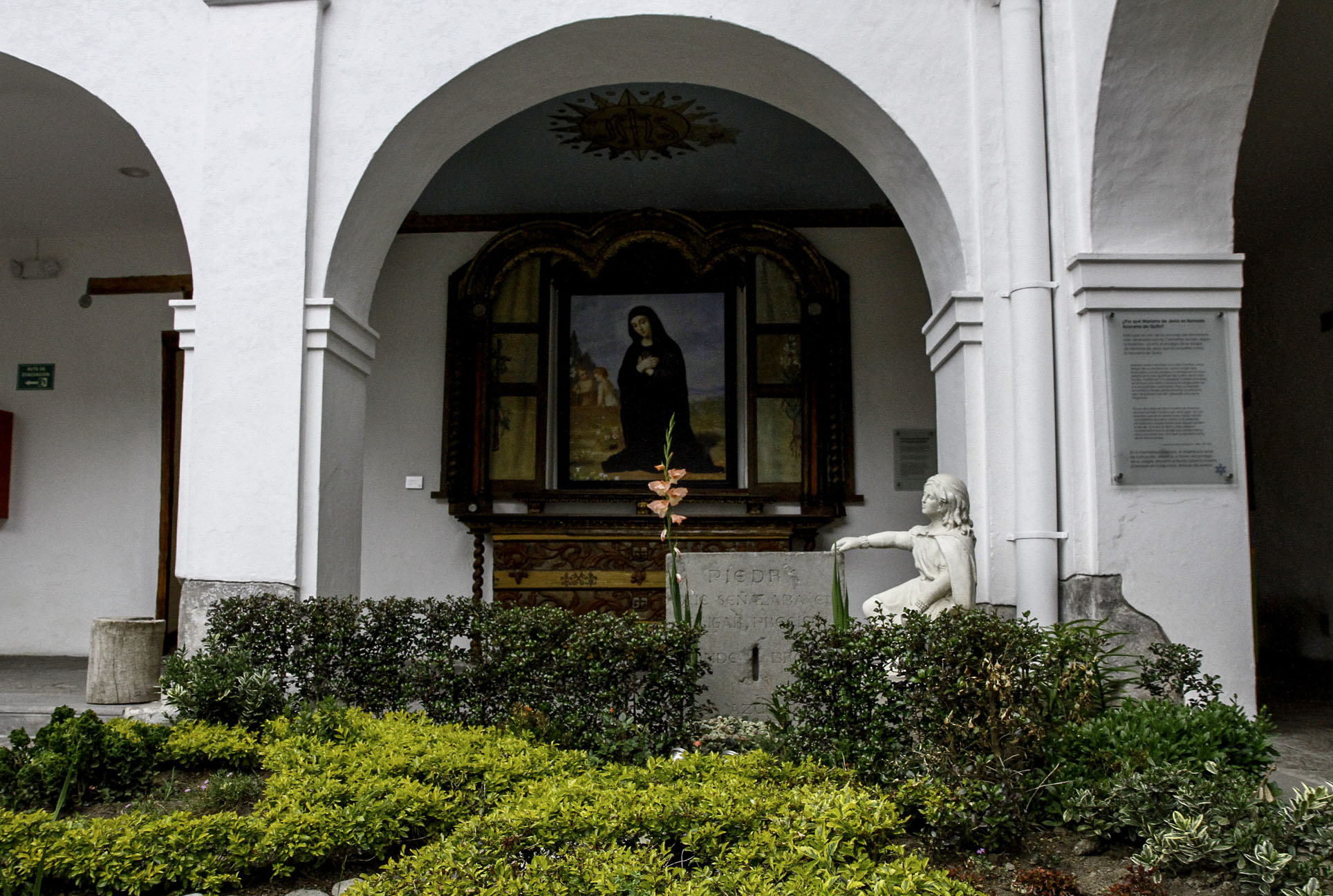
Lugar donde supuestamente brotó la azucena, en el actual monasterio del Carmen Alto.

En Quito ocurrieron un conjunto de movimientos telúricos que destruyeron varias casas y ocasionaron la muerte de algunas personas, por lo que un sacerdote de la iglesia de La Compañía dijo durante un sermón: "Dios mío, te ofrezco mi vida para que se acaben los terremotos". A lo que Mariana respondió: "No, Señor, la vida de este sacerdote es necesaria para salvar muchas almas, en cambio yo no soy necesaria. Te ofrezco mi vida para que cesen estos terremotos". La gente admiró el sacrificio que ofrecía la joven, y aquella misma mañana al salir del templo ella manifestó que comenzó a sentirse muy enferma, hecho que coincidió con el cese de los movimientos telúricos de acuerdo a la crónica de la época.
Es conocida como la Azucena de Quito por un suceso sobrenatural que le es atribuido: durante la convalecencia de la enfermedad que le aquejaba tras el sacrificio ofrecido, parte de los tratamientos médicos consistían en sacarle sangre. Después la muchacha de servicio vertía la sangre en una maceta del huerto, y en la misma nació días después una bellísima azucena. Es por eso que en la mayor parte de sus representaciones aparece con esta flor entre sus manos o cerca de ella.
Se dice que la joven recibió el don de conocer el futuro, por lo que predijo entre otras cosas, el día que su casa se convertiría en un Monasterio Carmelita, acto que se cumplió al pie de la letra.

## Beatificación y canonización

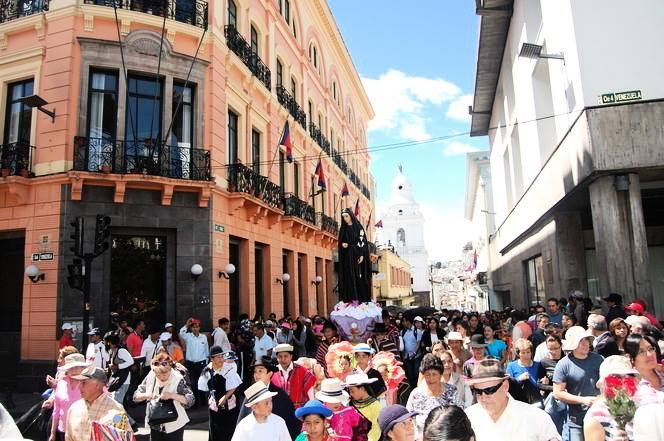
Procesión de la imagen de Santa Mariana de Jesús en Quito (2016).

El proceso de elevación a los altares inició el 20 de julio de 1694, cuando el rey Carlos II expidió una Real Cédula mediante la cual ordenaba que se pidiese limosnas en toda la América Española para promover la beatificación de Mariana y su sobrina Sebastiana Caso, tal como lo habían sugerido miembros quitenses de la Compañía de Jesús desde hacía tiempo. La beatificación de las dos vírgenes americanas interesó a la Corona española por conveniencia política, pues así se fortalecían los lazos de identidad de la aristocracia criolla del Nuevo Mundo con Madrid, además del simbolismo que la causa reconocía para el catolicismo hispanoamericano.
Tras la expulsión de los jesuitas de los territorios españoles, ocurrida en el año 1767, el asunto pasó directamente a manos de la Monarquía, por lo que el rey Carlos III designó al conónigo chileno Juan del Castillo como Regio Postulador de la causa ante la Santa Sede. Para el efecto, el Consejo de Su Majestad Católica le facilitó a Castillo altísimas sumas de dinero para los gastos que la empresa requería, como sueldos, regalos a la Santa Sede e incluso la propaganda de la imagen de Mariana de Jesús entre los territorios americanos de Santa Fe, Quito, Perú y Charcas.

Finalmente Mariana fue beatificada el 20 de noviembre de 1853 por el papa Pío IX, y posteriormente canonizada el 4 de junio de 1950 por Pío XII, siendo la primera santa quiteña y considerada como patrona del actual Ecuador, aunque ella nunca conoció la República de Ecuador. Desde entonces su festividad se conmemora el 26 de mayo de cada año.

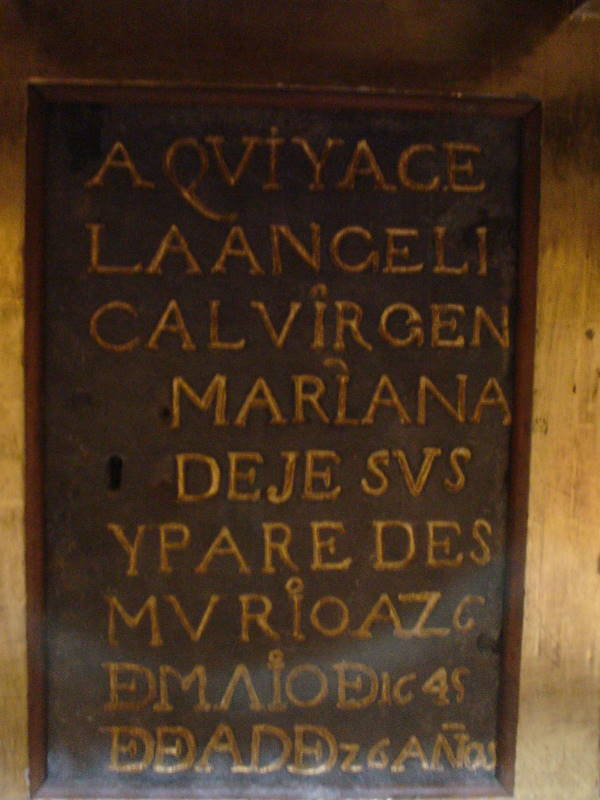
Placa donde yacen sus restos físicos en la Iglesia de la Compañía
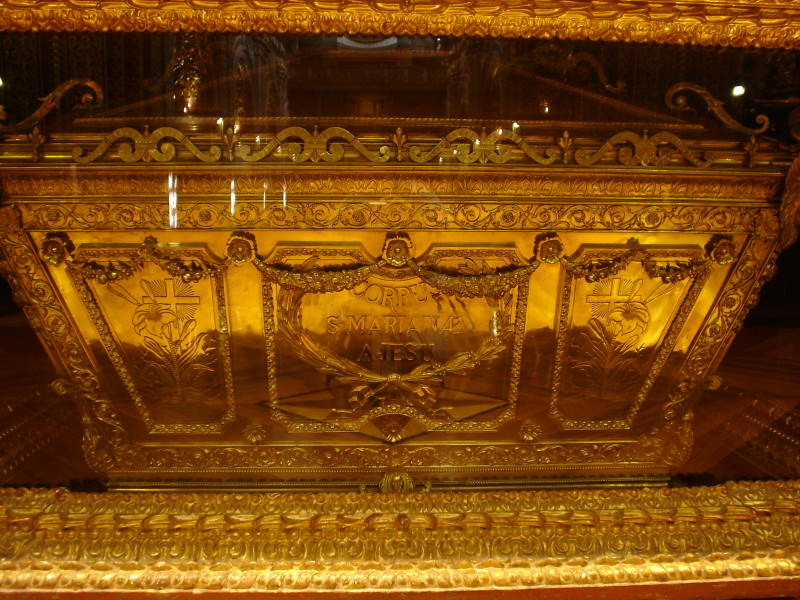
Restos de Mariana de Jesús
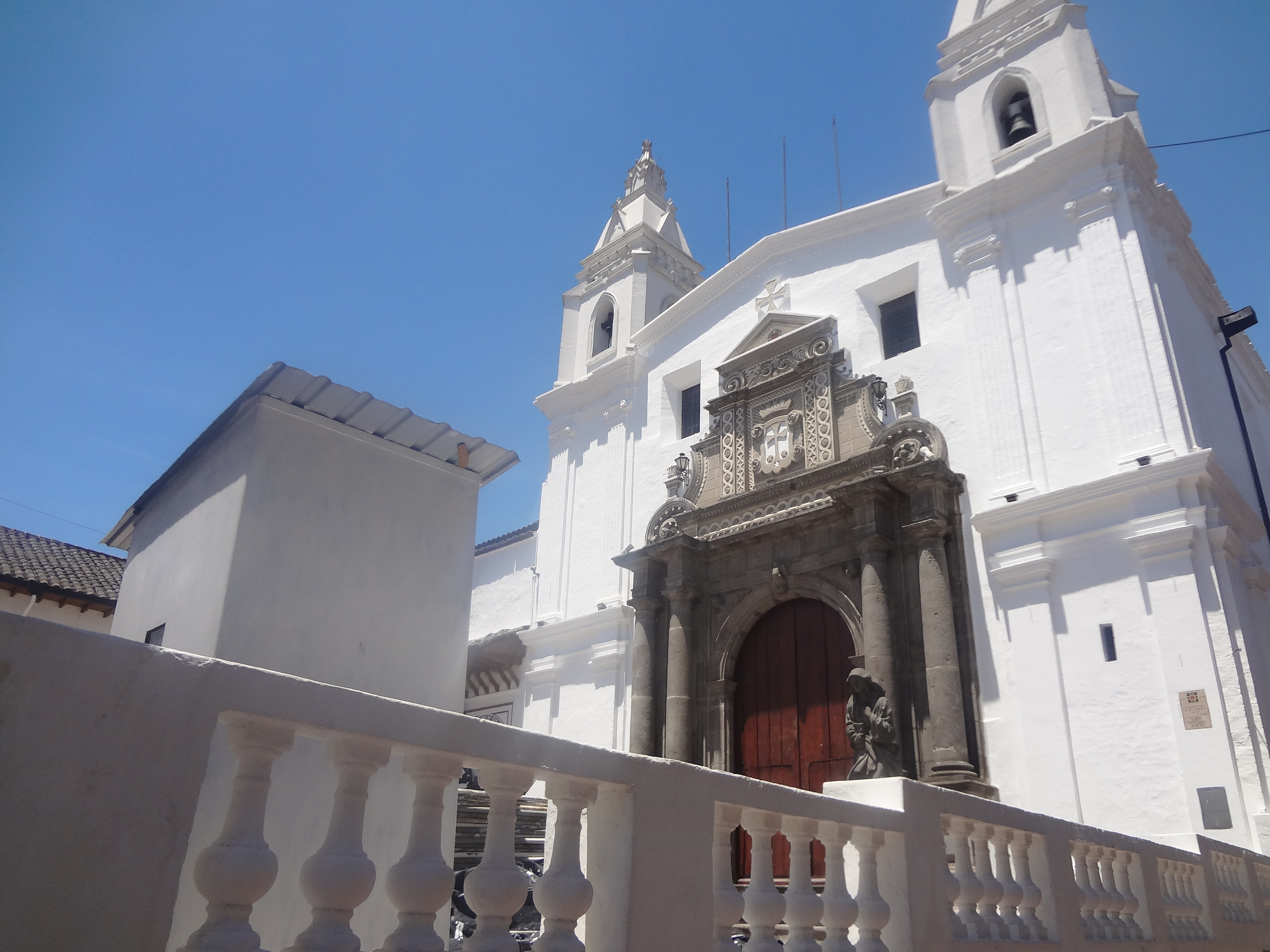
Monasterio del Carmen Alto con la estatua de Mariana de Jesús

## Honores póstumos
El 30 de noviembre de 1945, la Asamblea Nacional Constituyente de Ecuador le otorgó el título de Heroína de la Patria basados en el sacrificio ofrecido para el cese de los terremotos que asolaban la Sierra en el siglo XVII. Se encuentra enterrada en el altar mayor de la iglesia de La Compañía, sus restos mortales se encuentran en un féretro de bronce elaborado en París por orden del Arzobispo Federico González Suárez. Un fragmento de su reliquia se encuentra en el Seminario Mayor de Nuestra Señora de la Esperanza de la ciudad de Ibarra que fue donado por el seminarista Andrés Torres. 
Una escultura con su imagen, obra del ecuatoriano residente en Carrara, Mario Tapia, se encuentra en la fachada posterior de la Basílica de San Pedro de la Ciudad del Vaticano. La figura se encuentra junto a otras catorce representaciones de santos como Brígida de Suecia, Catalina de Siena y María Josefa del Corazón de Jesús. La santa quiteña es, junto a la chilena Teresa de los Andes, la única latinoamericana en decorar la catedral mayor del catolicismo.
En su honor existen:
- Una fundación social, en Quito, que ofrece atención primaria de salud, vivienda social y programas de apoyo a los adultos mayores.[6]
- Una orden religiosa femenina llamada "Hermanas de Santa Mariana de Jesús", comúnmente llamadas Marianitas, fundada en 1873 por la beata ecuatoriana Mercedes de Jesús Molina, y con presencia en varios países de Latinoamérica.[7]
- Una parroquia eclesiástica en el sector de La Floresta, al norte de Quito.[8]
- Una parroquia eclesiástica en el cantón Tosagua, de la provincia de Manabí.[9]
- Una parroquia eclesiástica en el barrio de Quirigua, de Bogotá.[10]
- Una parroquia eclesiástica en Medellín.[11]
- Una parroquia civil en el cantón Yantzaza, de la provincia de Zamora Chinchipe.[12]
- Una avenida con bulevar, al norte de la ciudad de Quito.[13]
- Una escuela en Guayaquil.[14]
- Una escuela en Riobamba.[15]
- Un colegio en Bogotá.[16]
- Un colegio en Cali.[17]
- Un Colegio en Buga - Colegio Santa Mariana de Jesús -
- Colegio U.E. Santa Mariana de Jesús, ubicado en el Municipio Los Salias del estado Miranda, Venezuela.
- Hay un colegio U. E. Santa Mariana de Jesús, en Maracaibo, Venezuela
- Es la patrona del Barrio Sur América en el Municipio San Francisco estado Zulia, Venezuela, donde hay una iglesia en su honor desde 1978
- Una parroquia de la arquidiócesis de Bogotá en el sector de Cedritos, en el norte de la ciudad, creada canónicamente el 30 de mayo de 2017.
- Un instituto de formación religiosa en San Juan de Puerto Rico.[18]
- Un instituto de formación religiosa en Cochabamba.[19]
- Un cuento infantil llamado Marianita, editado en 2016 por el Municipio de Quito y basado en un capítulo de la vida de la santa, descrito en las historias del padre Aurelio Espinosa Pólit.[20]